# ISO 3166-2:SV
ISO 3166-2:SV — стандарт Международной организации по стандартизации, который определяет геокоды. Является подмножеством стандарта ISO 3166-2, относящимся к Сальвадору.
Стандарт охватывает четырнадцать департаментов. Каждый геокод состоит из двух частей: кода Alpha2 по стандарту ISO 3166-1, для Сальвадора — SV и двухсимвольного кода, записанных через дефис. Дополнительный двухбуквенный код образован созвучно англоязычным названиям департаментов. Геокоды департаментов Сальвадора являются подмножеством кода домена верхнего уровня — SV, присвоенного Сальвадору в соответствии со стандартами ISO 3166-1.

## Геокоды Сальвадора
Геокоды 14 департаментов административно-территориального деления Сальвадора.
| Код   | Административная единица | Статус |
| ----- | ------------------------ | ------ |
| SV-AH | Ауачапан                 | регион |
| SV-CA | Кабаньяс                 | регион |
| SV-SU | Кускатлан                | регион |
| SV-LI | Ла-Либертад              | регион |
| SV-PA | Ла-Пас                   | регион |
| SV-UN | Ла-Уньон                 | регион |
| SV-MO | Морасан                  | регион |
| SV-SA | Санта-Ана                | регион |
| SV-SV | Сан-Висенте              | регион |
| SV-SM | Сан-Мигель               | регион |
| SV-SS | Сан-Сальвадор            | регион |
| SV-SO | Сонсонате                | регион |
| SV-US | Усулутан                 | регион |
| SV-SH | Чалатенанго              | регион |

## Геокоды пограничных Сальвадору государств
- Гондурас ISO 3166-2:HN (на востоке и севере),
- Гватемала ISO 3166-2:GT (на западе).